# Bahnstrecke Nürnberg–Feucht
| Streckennummer (DB): | 5970                 |                                       |                                       |
| Kursbuchstrecke (DB): | 890.1, 890.3         |                                       |                                       |
| Streckenlänge: | 12,5 km              |                                       |                                       |
| Spurweite: | 1435 mm (Normalspur) |                                       |                                       |
| Streckenklasse: | D4                   |                                       |                                       |
| Stromsystem: | 15 kV, 16,7 Hz ~     |                                       |                                       |
| Streckengeschwindigkeit: | 120 km/h             |                                       |                                       |
| |                      |                                       |                                       |
| \| \| \| von Crailsheim \| \| \| \| \| von Roth \| \| \| \| \| von Treuchtlingen \| \| \| \| \| von Bamberg \| \| \| \| 0,0 \| Nürnberg Hbf \| 312 m \| \| \| \| nach Cheb \| \| \| \| \| nach Regensburg Hbf \| \| \| \| 1,1 \| Nürnberg-Dürrenhof \| Nürnberg-Dürrenhof \| \| \| \| nach Irrenlohe \| \| \| \| \| Bahnstrecke Nürnberg–Cheb \| \| \| \| 2,3 \| Nürnberg-Gleißhammer \| Nürnberg-Gleißhammer \| \| \| 3,2 \| Bundesstraße 4 R \| Bundesstraße 4 R \| \| \| 3,2 \| Nürnberg-Dutzendteich Hp \| Nürnberg-Dutzendteich Hp \| \| \| 4,4 \| Nürnberg Frankenstadion \| Nürnberg Frankenstadion \| \| \| \| Ringbahn \| \| \| \| 8,1 \| Fischbach (b Nürnberg) Üst (bis 2011) \| Fischbach (b Nürnberg) Üst (bis 2011) \| \| \| 8,2 \| Fischbach (b Nürnberg) \| 345 m \| \| \| \| Bundesautobahn 6 \| \| \| \| \| Bundesautobahn 9 \| \| \| \| \| von Nürnberg Hbf \| \| \| \| \| von Wendelstein \| \| \| \| 12,5 \| Feucht \| 368 m \| \| \| \| nach Regensburg Hbf \| \| \| \| \| nach Altdorf (b Nürnberg) \| \| |                      |                                       |                                       |
| Strecke |                      | von Crailsheim                        | von Crailsheim                        |
| Abzweig geradeaus und von rechts |                      | von Roth                              | von Roth                              |
| Abzweig geradeaus und von rechts |                      | von Treuchtlingen                     | von Treuchtlingen                     |
| Abzweig geradeaus und von links |                      | von Bamberg                           | von Bamberg                           |
| Bahnhof | 0,0                  | Nürnberg Hbf                          | 312 m                                 |
| Abzweig geradeaus und nach rechts |                      | nach Cheb                             | nach Cheb                             |
| Abzweig geradeaus und nach rechts |                      | nach Regensburg Hbf                   | nach Regensburg Hbf                   |
| Haltepunkt / Haltestelle | 1,1                  | Nürnberg-Dürrenhof                    | Nürnberg-Dürrenhof                    |
| Abzweig geradeaus und nach links |                      | nach Irrenlohe                        | nach Irrenlohe                        |
| Kreuzung geradeaus oben |                      | Bahnstrecke Nürnberg–Cheb             | Bahnstrecke Nürnberg–Cheb             |
| Haltepunkt / Haltestelle | 2,3                  | Nürnberg-Gleißhammer                  | Nürnberg-Gleißhammer                  |
| Brücke | 3,2                  | Bundesstraße 4 R                      | Bundesstraße 4 R                      |
| Haltepunkt / Haltestelle | 3,2                  | Nürnberg-Dutzendteich Hp              | Nürnberg-Dutzendteich Hp              |
| Bahnhof | 4,4                  | Nürnberg Frankenstadion               | Nürnberg Frankenstadion               |
| Kreuzung geradeaus oben |                      | Ringbahn                              | Ringbahn                              |
| ehemalige Überleitstelle / Spurwechsel | 8,1                  | Fischbach (b Nürnberg) Üst (bis 2011) | Fischbach (b Nürnberg) Üst (bis 2011) |
| Haltepunkt / Haltestelle | 8,2                  | Fischbach (b Nürnberg)                | 345 m                                 |
| Strecke mit Straßenbrücke |                      | Bundesautobahn 6                      | Bundesautobahn 6                      |
| Strecke mit Straßenbrücke |                      | Bundesautobahn 9                      | Bundesautobahn 9                      |
| Abzweig geradeaus und von rechts |                      | von Nürnberg Hbf                      | von Nürnberg Hbf                      |
| Abzweig geradeaus und ehemals von rechts |                      | von Wendelstein                       | von Wendelstein                       |
| Bahnhof | 12,5                 | Feucht                                | 368 m                                 |
| Abzweig geradeaus und nach rechts |                      | nach Regensburg Hbf                   | nach Regensburg Hbf                   |
| Strecke |                      | nach Altdorf (b Nürnberg)             | nach Altdorf (b Nürnberg)             |

Die Bahnstrecke Nürnberg–Feucht ist eine 12,5 Kilometer lange Hauptbahn in Bayern, die von Nürnberg aus nach Feucht führt. Sie wurde im Rahmen der ersten Baustufe der Nürnberger S-Bahn parallel zur Bahnstrecke Nürnberg–Regensburg errichtet und am 21. November 1992 eröffnet.

## Geschichte
Bereits im Jahr 1966 wurden die ersten Forderungen für ein S-Bahn-Netz im Ballungsraum Nürnberg laut. Ein Schritt dahin wurde 1969 von der Deutschen Bundesbahn mit der Verdichtung des Taktes auf den Hauptstrecken zur Hauptverkehrszeit unternommen. Auch die Verbindung Nürnberg – Feucht (– Altdorf) war darin einbezogen und wurde fortan im 30-Minuten-Takt (Nürnberg – Feucht) bzw. 60-Minuten-Takt (Feucht – Altdorf) bedient. Dieses Angebot musste in den folgenden Jahren aus betrieblichen Gründen und wegen der teilweise schlechten Auslastung der Züge wieder zurückgenommen werden, trotzdem wurde von Seiten der Bahn weiterhin eine Verbesserung des Zugangebotes angestrebt. Dazu wurde 1971 der damalige Bundesbahndirektion (BD) Nürnberg der Planungsauftrag erteilt, Lösungen zur Verbesserung des Nahverkehrsangebots zu erarbeiten. Die Ergebnisse wurden am 20. März 1975 als „Rahmenplanung für die S-Bahn Nürnberg“ vorgestellt, in dem auch eine S-Bahn-Linie von Nürnberg über Feucht nach Altdorf enthalten war. Diese war Teil der am 29. Juni 1979 festgelegten „1. Baustufe“ der S-Bahn Nürnberg ebenso wie dem am 2. November 1981 geschlossenen Finanzierungsvertrags, womit die vertieften Planungen beginnen konnten.

### Vorplanungen
Die Detailplanungen für diese Linie waren von der Entscheidung der Deutschen Bundesbahn abhängig, wie die in Würzburg endende Schnellfahrstrecke über Nürnberg mit München verbunden werden sollte. Zur Auswahl standen die Variante „Fernbahn-Ersatzstrecke“ durch den Nürnberger Reichswald und Ausbau der Bahnstrecke Treuchtlingen–Nürnberg sowie die am 3. August 1983 von der BD Nürnberg als Alternative vorgeschlagene Variante Neubaustrecke Nürnberg–Ingolstadt und Ausbau der Bahnstrecke München–Ingolstadt. Widerstand gegen die zweite Variante gab es aus Schwaben, so dass die Bahn im Auftrag des Freistaats Bayern ein Gutachten zur Untersuchung der beiden Varianten in Auftrag gab. Da ein Ergebnis nicht zeitnah zu erwarten war, was den Baubeginn für die S2 auf unbestimmte Zeit verschoben hätte, erarbeiteten die am S-Bahn-Projekt Beteiligten 1987 eine variantenneutrale Lösung für die S-Bahn-Trasse, für die nach Abschluss des Genehmigungsverfahrens ab Juni 1988 Baurecht bestand.

### Bau
Die Bauarbeiten für die Strecke begannen am 15. Juni 1988 und schlugen mit Kosten von 587 Millionen D-Mark (300,13 Millionen Euro) für die gesamte S2 zu Buche. In dieser Summe war neben dem S-Bahn-gerechten Umbau der vorhandenen und dem Neubau zusätzlicher Stationen auch die Anpassung der Schieneninfrastruktur an die neuen Gegebenheiten enthalten.
Infrastruktur
Die vorhandenen Stationen Nürnberg-Gleißhammer, Fischbach (b Nürnberg) und Feucht wurden mit 145 m langen und 96 cm hohen Bahnsteigen versehen und barrierefrei ausgebaut. Neu errichtet wurde der Haltepunkt Nürnberg-Dürrenhof über dem Dürrenhoftunnel als Trennungsbahnhof der Linien S1 (Nürnberg Hbf – Lauf (links Pegnitz)) und S2. Der Bahnhof Nürnberg-Dutzendteich wurde stillgelegt und durch zwei die umliegende Bebauung besser erschließende Stationen ersetzt. Westlich des Bahnhofs an der Überführung über den Südring (B 4 R) entstand der neue Haltepunkt Nürnberg-Dutzendteich und östlich der Bahnhof Nürnberg Frankenstadion an der Überführung über die Hans-Kalb-Straße. Zum damaligen Zeitpunkt noch nicht realisiert werden konnte der Haltepunkt Nürnberg-Altenfurt. Zur Verknüpfung mit dem Individualverkehr wurden Abstellmöglichkeiten für Fahrräder (B+R) an den Stationen Nürnberg-Gleißhammer, Nürnberg Dutzendteich, Fischbach (b Nürnberg) und Feucht sowie für PKW (P+R) an den Stationen Nürnberg Dutzendteich, Fischbach (bei Nürnberg) und Feucht errichtet.
Am Haltepunkt Fischbach (b Nürnberg) wurde zur Steuerung der gesamten S-Bahn-Strecke Nürnberg – Feucht – Altdorf ein Elektronisches Stellwerk gebaut.
Strecke
Damit die S-Bahn-Züge zukünftig unabhängig von der schon damals stark belasteten Bahnstrecke nach Regensburg verkehren konnten, wurde eine separate Trasse östlich der bestehenden gebaut. Diese wurde bis auf einen kurzen Abschnitt zwischen Fischbach und Feucht zweigleisig angelegt und wo erforderlich mit Lärmschutzwänden versehen. Weitere Baumaßnahmen betrafen den Bereich der östlichen Bahnhofsausfahrt, um die Umsteigemöglichkeit zur U-Bahn zu verbessern, sowie den Bahnhof Dutzendteich. Um die beiden S-Bahnlinien, wie von den Planern vorgesehenen, an den Gleisen 2/3 enden zu lassen, wurde bis September 1990 eine eigene zweigleisige Trasse auf der Nordseite der östlichen Bahnhofsausfahrt erstellt. Daran schließen sich die niveaufreie Ausfädelung der Strecke nach Irrenlohe sowie die Überführung über die Bahnstrecke Nürnberg–Cheb und die Zufahrtsgleise zur „Abstellgruppe Ost“ an. Am Bahnhof Dutzendteich musste der Spurplan, auch in Hinsicht auf die damals schon geplante Schnellfahrstrecke nach Ingolstadt, entflochten werden. Die S-Bahn-Gleise wurden mittig zwischen die Trasse der Ringbahn von Nürnberg Ost bzw. Nürnberg-Mögeldorf Richtung Nürnberg Rangierbahnhof und der Bahnstrecke Nürnberg–Regensburg angeordnet, weswegen die bisherige niveaugleiche Kreuzung des Personenzugverkehrs Nürnberg–Regensburg mit den Güterzügen von Hof / Schirnding / Furth im Wald Richtung Nürnberg Rangierbahnhof aufgegeben werden musste. Als Ersatz dafür wurde zwischen den Bahnhöfen Nürnberg Frankenstadion und Fischbach (bei Nürnberg) ein niveaufreies Kreuzungsbauwerk für die nach Südwesten abzweigenden Ringbahngleise zum bzw. die vom Rangierbahnhof kommenden Gleise Richtung Regensburg errichtet.
Im Rahmen der S-Bahn nach Neumarkt sollte der eingleisige Abschnitt zwischen Fischbach und Feucht bis spätestens 12. Dezember 2010 zur Kapazitätssteigerung zweigleisig ausgebaut werden, was auf Grund der Witterung nicht eingehalten werden konnte. Die Baumaßnahmen wurden vom 15. bis 17. April 2011 nachgeholt, seit 18. April 2011 ist die Strecke vollständig zweigleisig ausgebaut.

### Betrieb
Für das ICE-Werk Nürnberg wurde ein Standort in Altenfurt (Streckenkilometer 5,7 bis 7,3) erwogen. Eine höhengleiche Anbindung (ohne Überwerfungsbauwerke) des Werkes sei nicht möglich. Aufgrund der hohen Streckenauslastung der Strecke und der benachbarten Strecke Nürnberg–Regensburg durch Züge des Schienenpersonenfern- und -nahverkehrs, insbesondere des S-Bahn-Verkehrs seien Werksfahrten grundsätzlich nicht fahrbar.

### Ausblick
Im Dezember 2021 wurde die Planung zur Bahnsteiganhebung bzw. Gleisabsenkung von 21 Stationen entlang der Linie S2 (Roth–Nürnberg–Altdorf) ausgeschrieben.

## Streckenbeschreibung

### Verlauf
Die Strecke verlässt den Nürnberger Hauptbahnhof gen Osten und verläuft bis zum Bahnhof Nürnberg-Dürrenhof, an dem die Bahnstrecke nach Irrenlohe mit der darauf verlaufenden S1 abzweigt. Im Anschluss daran wendet sich die Strecke der S2 in einem Rechtsbogen gen Südosten und überquert die Bahnstrecke Nürnberg–Cheb, verläuft dann entlang der Stadtteile St. Peter und Gleißhammer zum Haltepunkt Nürnberg-Gleißhammer auf der Überführung über die Zerzabelshofstraße und erreicht den Haltepunkt Nürnberg-Dutzendteich auf der Überführung über dem Südring. Weiter führt die Strecke parallel zur Regensburger Straße (B 4) an der Zeppelintribüne vorbei, passiert den Bahnhof Nürnberg Frankenstadion und überquert anschließend die Ringbahngleise Richtung Rangierbahnhof. Am Grundig-Gelände und dem Industriegebiet in Altenfurt Nord vorbei erreicht die Strecke den Haltepunkt Fischbach (bei Nürnberg) auf der Überführung über die Löwenberger Straße. Anschließend wendet sich die Trasse nach Südosten, führt am Ostrand von Altenfurt vorbei sowie unter der A 6 hindurch und verlässt danach das Nürnberger Stadtgebiet. Durch den Fischbacher Forst verlaufend erreicht die Strecke das Stadtgebiet von Feucht, wird dann von der A 9 überquert und erreicht schließlich den Bahnhof Feucht.

### Ausbauzustand
Die Strecke ist durchgehend zweigleisig ausgebaut und elektrifiziert. Die Streckenhöchstgeschwindigkeit beträgt 120 km/h. Alle Bahnhöfe und Haltepunkte entlang der Strecke verfügen über 145 m lange und 96 cm über Schienenoberkante hohe Bahnsteige. Der Bahnhof Nürnberg Frankenstadion verfügt über einen 272 m langen Bahnsteig, um zu Großveranstaltungen längere Sonderzüge einsetzen zu können. Am Ostende der Station befindet sich zwischen den Richtungsgleisen mittig ein Wendegleis für S-Bahnzüge. Dieses wird aktuell werktags auch für Züge der S1 genutzt, welche, von Erlangen kommend, betrieblich in Nürnberg Hbf enden, aber aus Kapazitätsgründen am Hauptbahnhof das Wendegleis am Frankenstadion nutzen müssen.

## Zugverkehr
Auf der Strecke wurden bis Dezember 2020 Elektrolokomotiven der Baureihe 143 mit vierteiligen x-Wagen-Wendezügen eingesetzt. Seit Dezember 2023 wird die Strecke durch die S-Bahnlinien S 1 (Bamberg – Nürnberg Hbf – Neumarkt (Oberpfalz)) mit Bombardier Talent 2 und S 3 (Nürnberg Hbf – Altdorf (bei Nürnberg)) mit Alstom Coradia Continental befahren. Erstere hält jedoch nicht zwischen Nürnberg Hauptbahnhof und Feucht.
Bei Großveranstaltungen in der Arena oder im Frankenstadion wird der Takt auf dem Abschnitt Hauptbahnhof – Frankenstadion durch Sonderzüge verstärkt.